# مسابقات فرمول یک فصل ۲۰۱۲

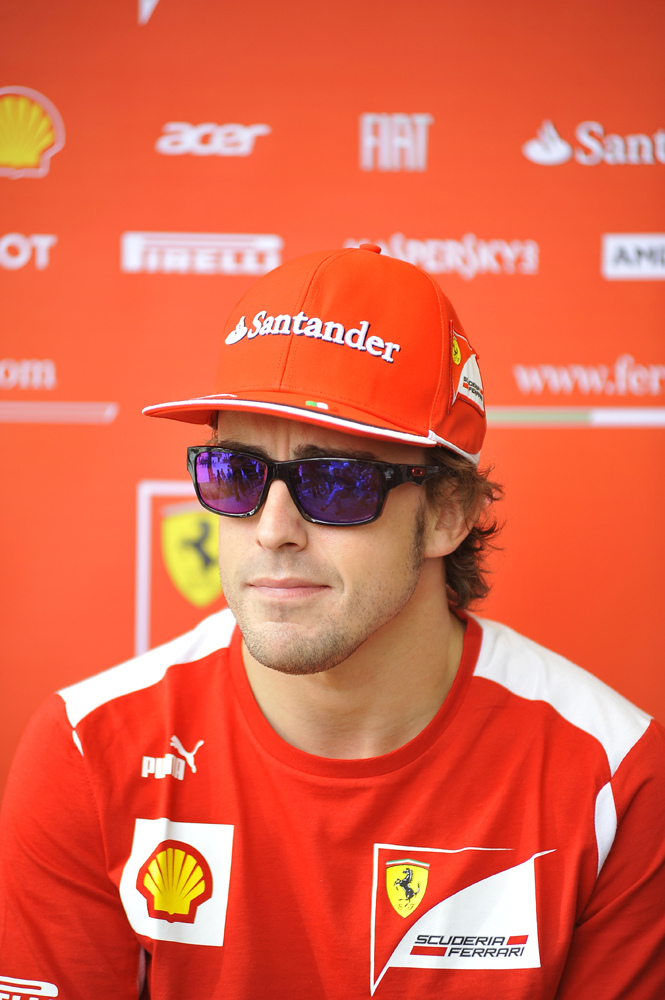
فرناندو آلونسو با سه امتیاز کمتر از فتل در مکان دوم رده‌بندی رانندگان ایستاد.

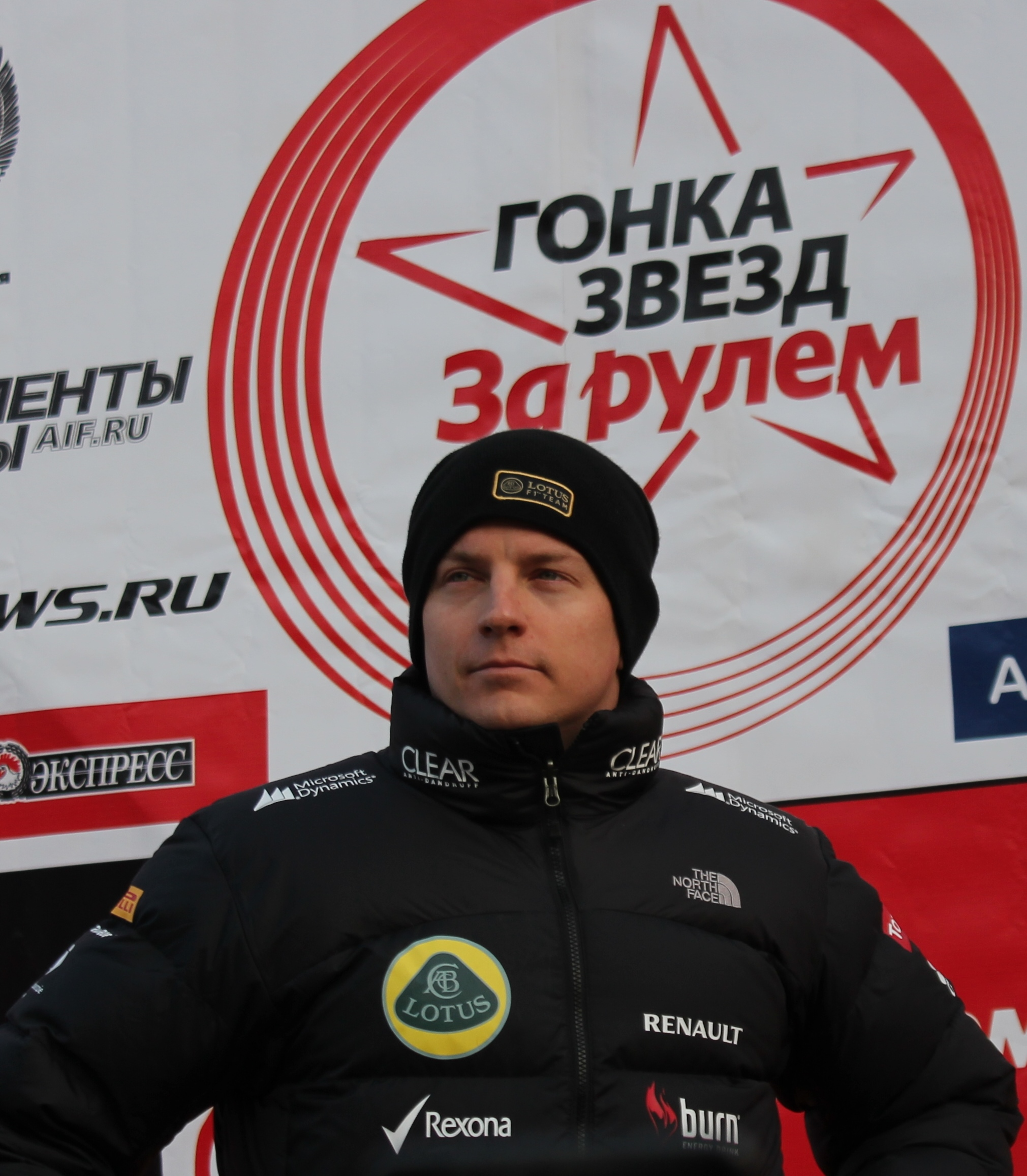
کیمی رایکونن در بازگشت به فرمول یک، فصل را با تیم لوتوس در مکان سوم به پایان رساند.

فصل ۲۰۱۲ مسابقات فرمول یک شصت و سومین دورهٔ مسابقات موتوری فرمول یک بود. این مسابقات برای خودروهای فرمول یک برگزار می‌شود و به عنوان بالاترین سطح مسابقات خودروهای مسابقه‌ای چرخ باز، مورد تأیید فدراسیون بین‌المللی اتومبیل‌رانی است. مسابقه قهرمانی در ۲۰ مرحله انجام شد. مرحله نخست در ۱۸ مارس در استرالیا و مرحله پایانی در ۲۵ نوامبر در برزیل برگزار شد. در این دوره، مسابقات جایزه بزرگ آمریکا در پیست امریکاس آستین و جایزه بزرگ بحرین (که در سال ۲۰۱۱ به دلیل اعتراضات داخلی لغو شده‌بود) دوباره به تقویم مسابقات بازگشتند.
در هفت مرحله آغازین فصل، هفت راننده متفاوت پیروز شدند که رکوردی برای مسابقات بود. در جایزه بزرگ اروپا فرناندو آلونسو توانست دومین پیروزی خود را به دست آورد و صدرنشین رده‌بندی شد. او توانست این مکان را در هفت مسابقه بعدی حفظ کند و یک پیروزی دیگر نیز به دست آورد؛ ولی خروج او در میانهٔ دو مسابقهٔ بلژیک و ژاپن باعث شد سباستین وتل در مرحلهٔ شانزدهم به صدر رده‌بندی برسد. در آغاز مرحلهٔ پایانی، وتل با ۱۳ امتیاز اختلاف نسبت به آلونسو وارد مسابقه شد. فتل مسابقه را در مکان ششم به پایان رساند و برای سومین بار متوالی قهرمان مسابقه رانندگان شد. در رده‌بندی سازندگان نیز ردبول برای سومین بار قهرمان شد.
افزون بر برنده شدن هفت راننده در هفت مسابقهٔ آغازین فصل، رکوردهای دیگری نیز در فصل ۲۰۱۲ شکسته شد. برای نخستین بار، ۲۰ مسابقه در تقویم فصل گنجانده شدند. رکورد قبلی، ۱۹ مسابقه بود که نخستین بار در فصل ۲۰۰۵ ثبت شده‌بود. شش قهرمان کنونی یا سابق مسابقهٔ رانندگان، فصل را آغاز کردند که رکورد پنج قهرمان فصل ۱۹۷۰ را شکست.

## تیم‌ها و رانندگان

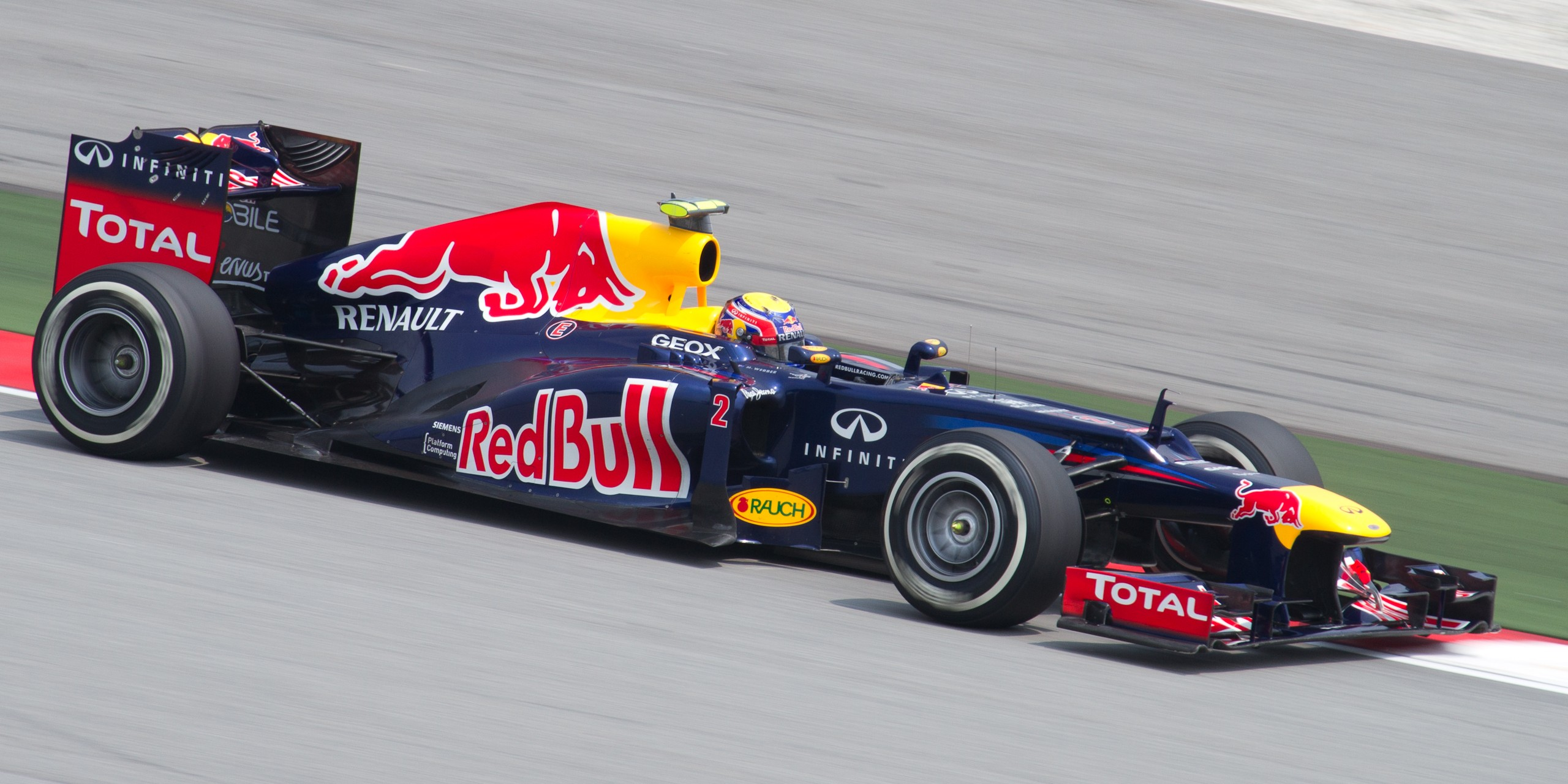

دوازده تیم شامل بیست و پنج راننده در مسابقات فرمول یک فصل ۲۰۱۲ شرکت کردند. فهرست ورودی مشروط در ۳۰ نوامبر ۲۰۱۱ توسط اتحادیه بین‌المللی منتشر شد و در ۱۷ فوریهٔ ۲۰۱۲ نهایی شد.
| ورودی                 | سازنده            | خودرو       | موتور             | لاستیک | ش. | رانندگان مسابقه‌ای  | مرحله‌ها     | راننده آزمایشی                      |
| --------------------- | ----------------- | ----------- | ----------------- | ------ | -- | ------------------ | ----------- | ----------------------------------- |
| تیم مسابقه ردبول      | ردبول-رنو         | آربی۸       | Renault RS27-2012 | P      | ۱  | سباستین فتل        | همه         | —                                   |
| تیم مسابقه ردبول      | ردبول-رنو         | آربی۸       | Renault RS27-2012 | P      | ۲  | مارک وبر           | همه         | —                                   |
| وودافون مک‌لارن مرسدس  | مک‌لارن-مرسدس      | ام‌پی۴–۲۷    | Mercedes FO 108Z  | P      | ۳  | جنسون باتن         | همه         | —                                   |
| وودافون مک‌لارن مرسدس  | مک‌لارن-مرسدس      | ام‌پی۴–۲۷    | Mercedes FO 108Z  | P      | ۴  | لوئیز همیلتون      | همه         | —                                   |
| اسکودریا فراری        | فراری             | اف۲۰۱۲      | Ferrari Type 056  | P      | ۵  | فرناندو آلونسو     | همه         | —                                   |
| اسکودریا فراری        | فراری             | اف۲۰۱۲      | Ferrari Type 056  | P      | ۶  | فلیپه ماسا         | همه         | —                                   |
| مرسدس بنز در فرمول یک | مرسدس             | اف۱ دبلیو۰۳ | Mercedes FO 108Z  | P      | ۷  | میشائیل شوماخر     | همه         | —                                   |
| مرسدس بنز در فرمول یک | مرسدس             | اف۱ دبلیو۰۳ | Mercedes FO 108Z  | P      | ۸  | نیکو رزبرگ         | همه         | —                                   |
| Lotus F1 Team         | لوتوس-رنو         | ای۲۰        | Renault RS27-2012 | P      | ۹  | کیمی رایکونن       | همه         | —                                   |
| Lotus F1 Team         | لوتوس-رنو         | ای۲۰        | Renault RS27-2012 | P      | ۱۰ | Romain Grosjean    | ۱–۱۲، ۱۴–۲۰ | —                                   |
| Lotus F1 Team         | لوتوس-رنو         | ای۲۰        | Renault RS27-2012 | P      | ۱۰ | Jérôme d'Ambrosio  | ۱۳          | —                                   |
| صحرا فورس ایندیا اف۱  | فورس ایندیا-مرسدس | وی‌جی‌ام۰۵    | Mercedes FO 108Z  | P      | ۱۱ | Paul di Resta      | همه         | ژول بیانچی                          |
| صحرا فورس ایندیا اف۱  | فورس ایندیا-مرسدس | وی‌جی‌ام۰۵    | Mercedes FO 108Z  | P      | ۱۲ | Nico Hülkenberg    | همه         | ژول بیانچی                          |
| Sauber F1 Team        | سائوبر-فراری      | سی۳۱        | Ferrari Type 056  | P      | ۱۴ | Kamui Kobayashi    | همه         | Esteban Gutiérrez                   |
| Sauber F1 Team        | سائوبر-فراری      | سی۳۱        | Ferrari Type 056  | P      | ۱۵ | Sergio Pérez       | همه         | Esteban Gutiérrez                   |
| اسکودریا تورو روسو    | تورو روسو-فراری   | اس‌تی‌آر۷     | Ferrari Type 056  | P      | ۱۶ | دنیل ریکاردو       | همه         | —                                   |
| اسکودریا تورو روسو    | تورو روسو-فراری   | اس‌تی‌آر۷     | Ferrari Type 056  | P      | ۱۷ | Jean-Éric Vergne   | همه         | —                                   |
| Williams F1 Team      | ویلیامز -رنو      | اف‌دبلیو۳۴   | Renault RS27-2012 | P      | ۱۸ | پاستور مالدونادو   | همه         | Valtteri Bottas                     |
| Williams F1 Team      | ویلیامز -رنو      | اف‌دبلیو۳۴   | Renault RS27-2012 | P      | ۱۹ | Bruno Senna        | همه         | Valtteri Bottas                     |
| Caterham F1 Team      | کترهام-رنو        | سی‌تی۰۱      | Renault RS27-2012 | P      | ۲۰ | هیکی کوالاینن      | همه         | Giedo van der Garde Alexander Rossi |
| Caterham F1 Team      | کترهام-رنو        | سی‌تی۰۱      | Renault RS27-2012 | P      | ۲۱ | Vitaly Petrov      | همه         | Giedo van der Garde Alexander Rossi |
| HRT Formula 1 Team    | اچ‌آرتی -کازوورث   | اف۱۱۲       | Cosworth CA2012   | P      | ۲۲ | پدرو دلا روزا      | همه         | Dani Clos Ma Qinghua                |
| HRT Formula 1 Team    | اچ‌آرتی -کازوورث   | اف۱۱۲       | Cosworth CA2012   | P      | ۲۳ | Narain Karthikeyan | همه         | Dani Clos Ma Qinghua                |
| Marussia F1 Team      | ماروسیا-کازوورث   | ام‌آر۰۱      | Cosworth CA2012   | P      | ۲۴ | تیمو گلاک          | همه         | Max Chilton                         |
| Marussia F1 Team      | ماروسیا-کازوورث   | ام‌آر۰۱      | Cosworth CA2012   | P      | ۲۵ | Charles Pic        | همه         | Max Chilton                         |

### تغییر تیم‌ها
در گردهمایی نوامبر ۲۰۱۱ کمیسیون فرمول یک در ژنو، به چند تیم اجازه داده شد که نام سازندهٔ خود را تغییر دهند و تأیید نهایی در دسامبر همان سال توسط شورای جهانی ورزش‌های موتوری انجام شد.
- با خرید کترهام کارز توسط تونی فرناندز (رئیس تیم لوتوس)، نام این تیم به کترهام تغییر یافت.[۳۲]
- پس از توسعهٔ برنامهٔ حمایت مالی لوتوس کارز به تیم‌داری در فرمول یک و حمایت از مسابقات جی‌پی۲ و جی‌پی۳، رنو نام سازندهٔ خود را به لوتوس تغییر داد.[۳۳]
- با افزایش مالکیت خودروساز روسی ماروسیا موتورز، نام تیم ویرجین به ماروسیا تغییر یافت.[۳۴]

ویلیامز اعلام کرد که در فصل‌های ۲۰۱۲ و ۲۰۱۳ از موتورهای رنو استفاده خواهد کرد و گزینه‌ای برای استفاده از نسل بعدی تنظیمات برای موتور رنو برای فصل ۲۰۱۴ خواهد داشت. پیشتر بین سال‌های ۱۹۸۹ و ۱۹۹۷ رنو موتورهای ویلیامز را تأمین می‌کرد. در آن دوره، ویلیامز ۴ قهرمانی مسابقهٔ رانندگان و ۵ قهرمانی مسابقهٔ سازندگان را کسب کرده‌بود.

### تغییر رانندگان

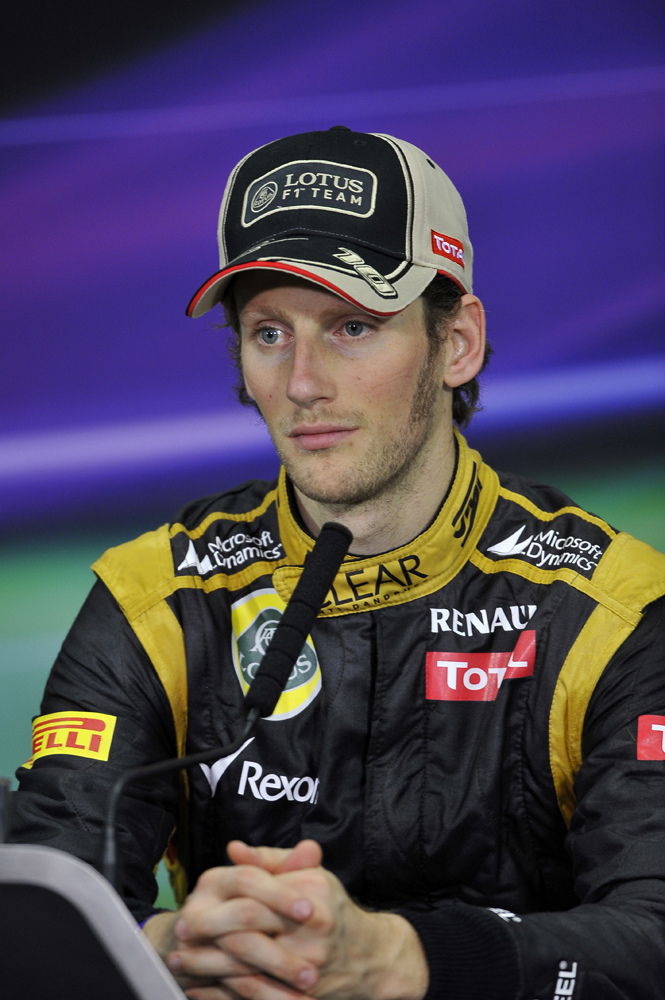
رومن گروژان با لوتوس به فرمول یک بازگشت.

در فصل ۲۰۱۲ چند تغییر در ترکیب تیم‌ها رخ داد. لوتوس قرارداد جدیدی به برونو سنا پیشنهاد نداد و از گزینهٔ موجود در قرارداد ویتالی پتروف استفاده نکرد. کیمی رایکونن و رومن گروژان جایگزین پتروف و سنا شدند. پتروف جایگزین یارنو ترولی در کترهام شد. با خروج ترولی، مسابقهٔ افتتاحیه فصل، پس از جایزه بزرگ آلمان ۱۹۷۳ نخستین مسابقه‌ای بود که هیچ رانندهٔ ایتالیایی در آن حضور نداشت. سنا به ویلیامز پیوست و جانشین روبنس باریکلو شد که با نوزده فصل حضور در فرمول یک، رکورددار بود.
نیکو هالکنبرگ نیز مانند گروژان و رایکونن به فرمول یک بازگشت و به تیم فورس ایندیا پیوست تا آدریان زوتیل، پس از شش فصل، این تیم را ترک کند. اسکودریا تورو روسو نیز دنیل ریکاردو و ژان-اریک ورن را جایگزین ژائومه آلگرسوآری و سباستین بوئمی کرد. بوئمی به عنوان رانندهٔ آزمایشی و ذخیره به ردبول پیوست و برای تیم تویوتا در مسابقهٔ ۲۴ ساعته لومان شرکت کرد.

## تقویم فصل

کشورهای میزبان جایزه‌بزرگ‌های فرمول یک در فصل ۲۰۱۲.

| ۱     | جایزه بزرگ استرالیا       | پیست جایزه بزرگ ملبورن، ملبورن             | ۱۸ مارس    |
| ۲     | جایزه بزرگ مالزی          | پیست بین‌المللی سپانگ، کوالا لامپور         | ۲۵ مارس    |
| ۳     | جایزه بزرگ چین            | پیست بین‌المللی شانگهای، شانگهای            | ۱۵ آوریل   |
| ۴     | جایزه بزرگ بحرین          | پیست بین‌المللی بحرین، صخیر                 | ۲۲ آوریل   |
| ۵     | جایزه بزرگ اسپانیا        | پیست بارسلون-کاتالونیا، منتملو             | ۱۳ مه      |
| ۶     | مسابقات جایزه بزرگ موناکو | پیست خیابانی موناکو، مونت‌کارلو             | ۲۷ مه      |
| ۷     | جایزه بزرگ کانادا         | پیست ژیل ویلنوو، مونترآل                   | ۱۰ ژوئن    |
| ۸     | جایزه بزرگ اروپا          | پیست بارسلون-کاتالونیا، بارسلون            | ۲۴ ژوئن    |
| ۹     | جایزه بزرگ بریتانیا       | پیست سیلورستون، سیلورستون                  | ۸ ژوئیه    |
| ۱۰    | جایزه بزرگ آلمان          | پیست هوکنهایمرینگ، هوکنهایم                | ۲۲ ژوئیه   |
| ۱۱    | جایزه بزرگ مجارستان       | ورزشگاه هونگارورینگ، بوداپست               | ۲۹ ژوئیه   |
| ۱۲    | جایزه بزرگ بلژیک          | پیست اسپا-فرانکورشان، ستوولو               | ۲ سپتامبر  |
| ۱۳    | جایزه بزرگ ایتالیا        | پیست ناتزیوناله مونتزا، مونتزا             | ۹ سپتامبر  |
| ۱۴    | جایزه بزرگ سنگاپور        | پیست مارینا بی استریت، سنگاپور             | ۲۳ سپتامبر |
| ۱۵    | جایزه بزرگ ژاپن           | پیست سوزوکا، میه                           | ۷ اکتبر    |
| ۱۶    | جایزه بزرگ کره            | Korea International Circuit, Yeongam       | ۱۴ اکتبر   |
| ۱۷    | جایزه بزرگ هند            | Buddh International Circuit, Greater Noida | ۲۸ اکتبر   |
| ۱۸    | جایزه بزرگ ابوظبی         | پیست یاس مارینا، ابوظبی                    | ۴ نوامبر   |
| ۱۹    | جایزه بزرگ ایالات متحده   | پیست امریکاس، آستین، تگزاس                 | ۱۸ نوامبر  |
| ۲۰    | جایزه بزرگ برزیل          | پیست ژوزه کارلوس پیس، سائو پائولو          | ۲۵ نوامبر  |
| منبع: |                           |                                            |            |

### تغییرات تقویم

#### مسابقات تازه و بازگشته
- پس از لغو شدن جایزه بزرگ ۲۰۱۱ بحرین،[۳۹] مسابقه برای فصل ۲۰۱۲ با تاریخ موقتی در اکتبر تثبیت شد.[۴۰] در آخرین نسخهٔ تقویم، زمان مسابقه به آوریل جلو آورده شد.[۴۱]
- جایزه‌بزرگ آلمان، پس از برگزاری مسابقهٔ ۲۰۱۱ در نوبورگرینگ، طبق سیاست برگزارکنندگان به هوکنهایمرینگ بازگشت.
- در مهٔ ۲۰۱۰ اعلام شد که جایزه‌بزرگ آمریکا برای نخستین بار پس از فصل ۲۰۰۷ دوباره به میزبانی پیست امریکاس در آستین به تقویم فرمول یک بازمی‌گردد.[۴۲]

#### مسابقات لغو شده
- پس از به توافق نرسیدن مدیریت فرمول یک و برگزار کنندگان مسابقه جایزه بزرگ ترکیه بر سر قرارداد جدید، این مسابقه از تقویم حذف شد. در اوت ۲۰۱۱ برگزارکنندگان اعلام کردند که با برنی اکلستون بر سر بازگشت به تقویم مذاکره می‌کنند.[۴۳] ولی در همان ماه، مسابقه از تقویم حذف شد.

## خلاصه مسابقه‌ها

### تست پیش‌فصل
یک مرحله از تست‌های پیش‌فصل ۲۰۱۲ در خرز و دو مرحله در بارسلونا برگزار شد. در تست دوم بارسلونا، لوتوس یک خطای اساسی در خودروی خود یافت و چهار روز را از دست داد. اچ‌آرتی و ماروسیا نتوانستند آزمون‌های تصادف را بگذرانند و خودروهای آن‌ها هیچ مسافتی را در تست‌ها نپیمود.

### مرحلهٔ نخست: جایزه بزرگ استرالیا

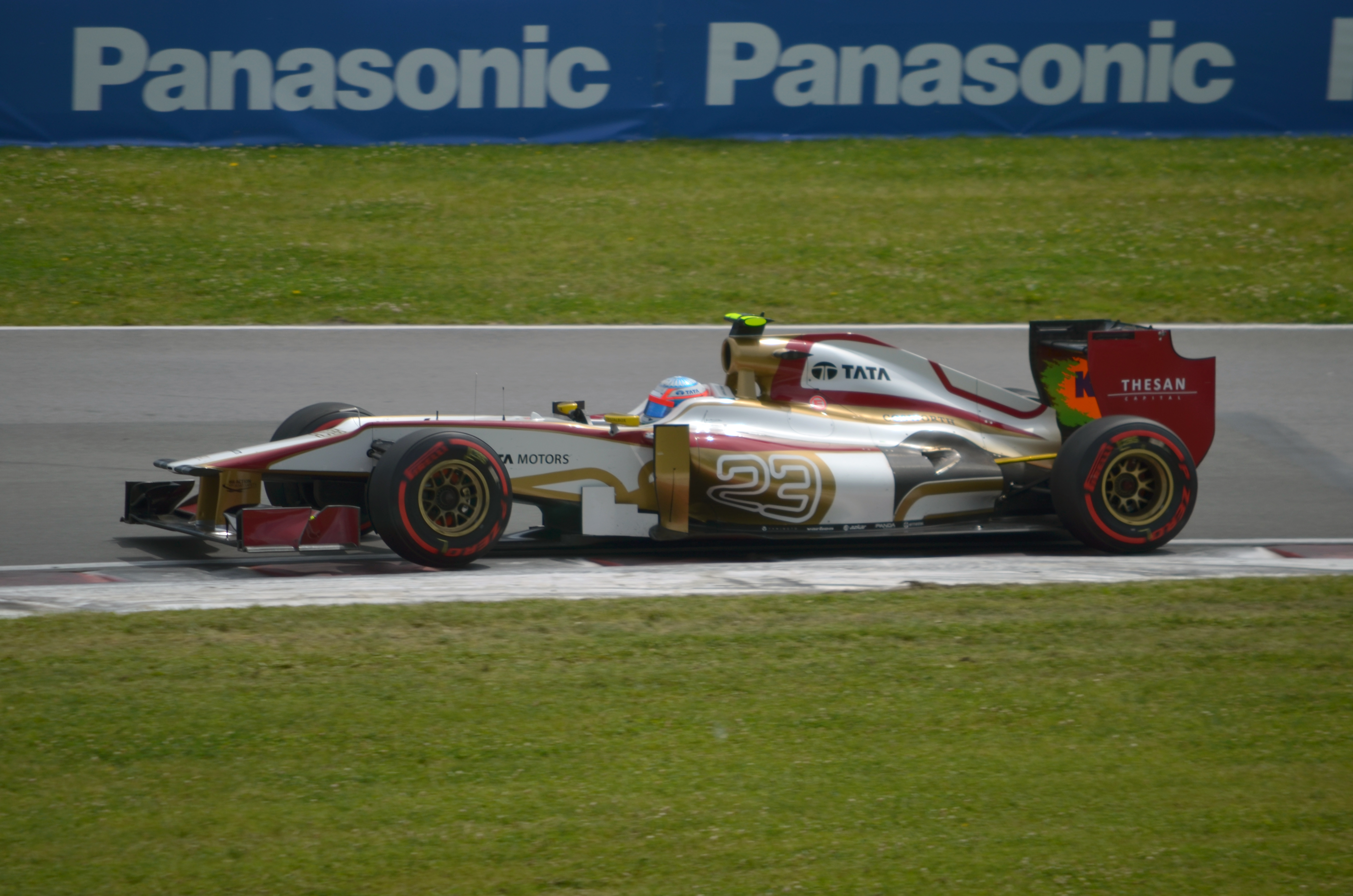
اچ‌آرتی برای دومین سال متوالی، از راهیابی به جایزه بزرگ استرالیا بازماند.

در مسابقهٔ افتتاحیه در استرالیا، جنسون باتن در نخستین دورها از لوئیز همیلتون سبقت گرفت و تا پایان در مکان نخست باقی ماند. سباستین فتل نیز پس از خروج خودروی ایمنی از همیلتون گذشت و در پایان مسابقه، دوم شد. همیلتون توانست در دورهای پایانی در برابر حملات مارک وبر مقاومت کند و بر سکوی سوم ایستاد. پاستور مالدونادو که در مکان ششم بود، در دور پایانی به دیوار برخورد کرد و جایگاه خود را از دست داد. فلیپه ماسا و برونو سنا نیز با یکدیگر تصادف کردند و وادار شدند از مسابقه کناره‌گیری کنند تا کیمی رایکونن با دو پله صعود، مسابقه را در مکان هفتم به پایان برساند. دو خودروی اچ‌آرتی نتوانستند مرحله تعیین خط را در زمان مجاز بپیمایند و اجازه شرکت در مسابقه را نیافتند.

### مرحلهٔ دوم: جایزه بزرگ مالزی
مسابقهٔ دوم در مالزی برگزار شد و دو خودروی مک‌لارن در جلوی خط شروع قرار گرفتند. باران شدید باعث تعلیق مسابقه شد. پس از آغاز دوبارهٔ مسابقه پس از یک ساعت، باتن به کارتیکیان برخورد کرد و وادار شد برای تعویض بال جلو توقف کند. تعویض لاستیک کند همیلتون نیز باعث شد در ترافیک خودروها بماند. فرناندو آلونسو رهبری مسابقه را در دست گرفت و سرخیو پرز به مکان دوم رسید. هر دو نفر توانستند جایگاه خود را تا پایان مسابقه حفظ کنند تا آلونسو در صدر رده‌بندی رانندگان بایستد. دوباره همیلتون و وبر در مکان‌های سوم و چهارم ایستادند. سنا نیز پس از رایکونن در مکان ششم ایستاد و بیش از مجموع امتیازات تیمش در فصل ۲۰۱۱، امتیاز کسب کرد.

### مرحلهٔ سوم: جایزه بزرگ چین

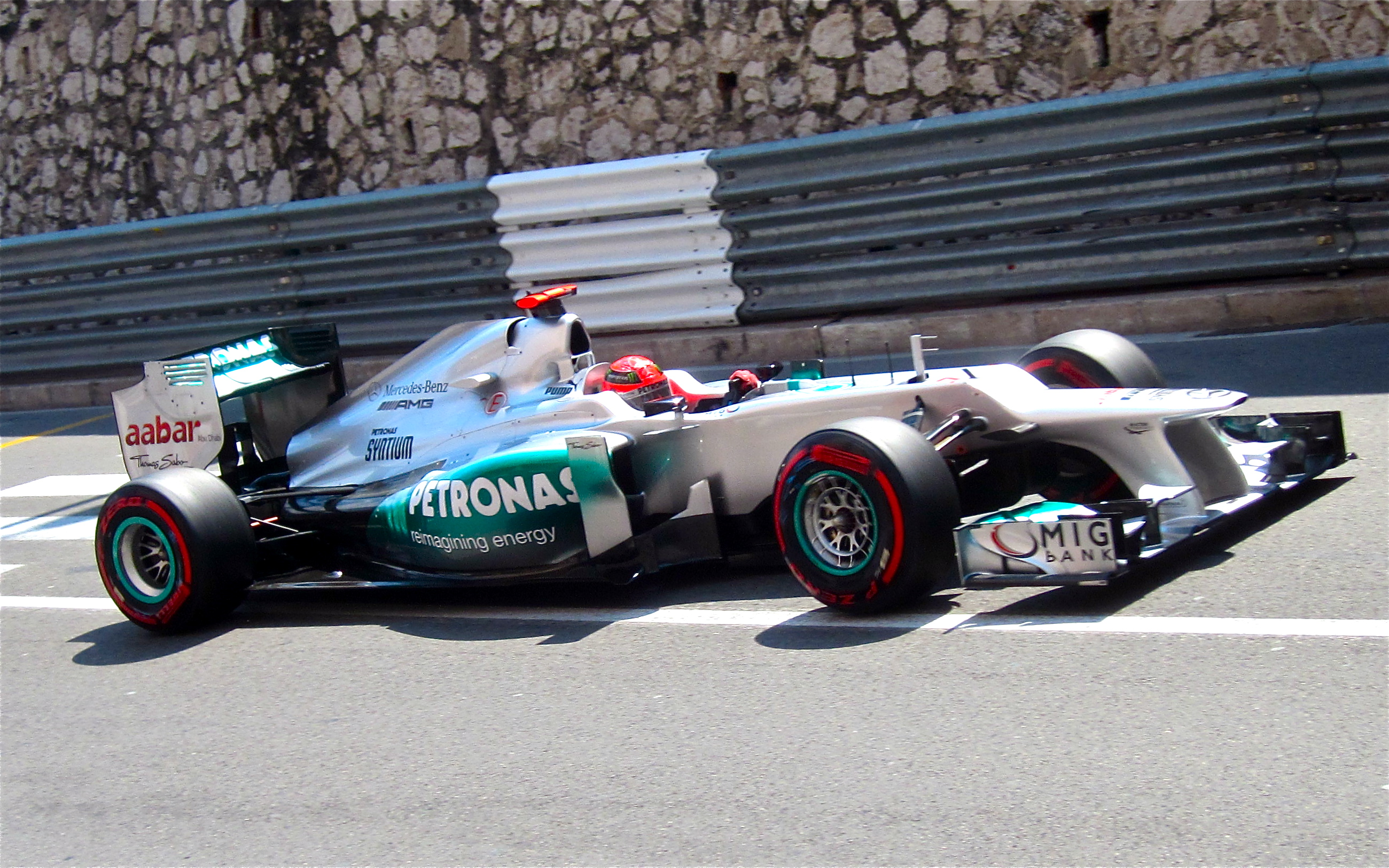
قانونی بودن بال جلوی خودروی مرسدس، از مسائل قابل توجه مراحل ابتدایی فصل بود.

بین مرحلهٔ دوم و سوم، لوتوس به طراحی بال عقب مرسدس اعتراض کرد که رد شد. نیکو رزبرگ با همین خودرو توانست مکان نخست مرحلهٔ تعیین خط مسابقهٔ بعدی در چین را به دست آورد. میشائیل شوماخر نیز پس از جریمهٔ همیلتون، در خط دوم قرار گرفت. شوماخر پس از نخستین تعویض لاستیک وادار به خروج از مسابقه شد. اشتباه تیم باتن در تعویض لاستیک دوم، باعث شد رزبرگ فاصلهٔ زیادی با رایکونن ایجاد کند. از بین رفتن لاستیک‌های رایکونن، در هفت دور به پایان مسابقه، منجر به سقوط یازده پله‌ای او در همان دور شد. رزبرگ توانست برتری را تا پایان مسابقه حفظ کند و تبدیل به صد و سومین برندهٔ جایزه بزرگ در تاریخ مسابقات فرمول یک شد. باتن و همیلتون نیز دوم و سوم شدند تا همیلتون در صدر رده‌بندی فصل قرار گیرد. رومن گروژان نیز پس از به پایان نرساندن دو مسابقهٔ پیشین، توانست مکان ششم را به دست آورد.

### مرحلهٔ چهارم: جایزه بزرگ بحرین و تست میان‌فصل
مرحلهٔ چهارم، علی‌رغم اعتراضات داخلی در بحرین برگزار شد. فتل که مسابقه را از خط اول آغاز کرده‌بود، توانست از برتری خود دفاع کند و جلوتر از رایکونن و گروژان، برندهٔ مسابقه شد و رهبری فصل را در اختیار گرفت. تست میان‌فصل در سه روز ابتدایی ماه مه در پیست موجلو برگزار شد. برگزاری تست در این پیست، مورد اعتراض رانندگان و تیم‌های مختلف قرار گرفت و آن را بی‌فایده دانستند.

### مرحلهٔ پنجم تا هفتم: جایزه بزرگ اسپانیا، موناکو و کانادا

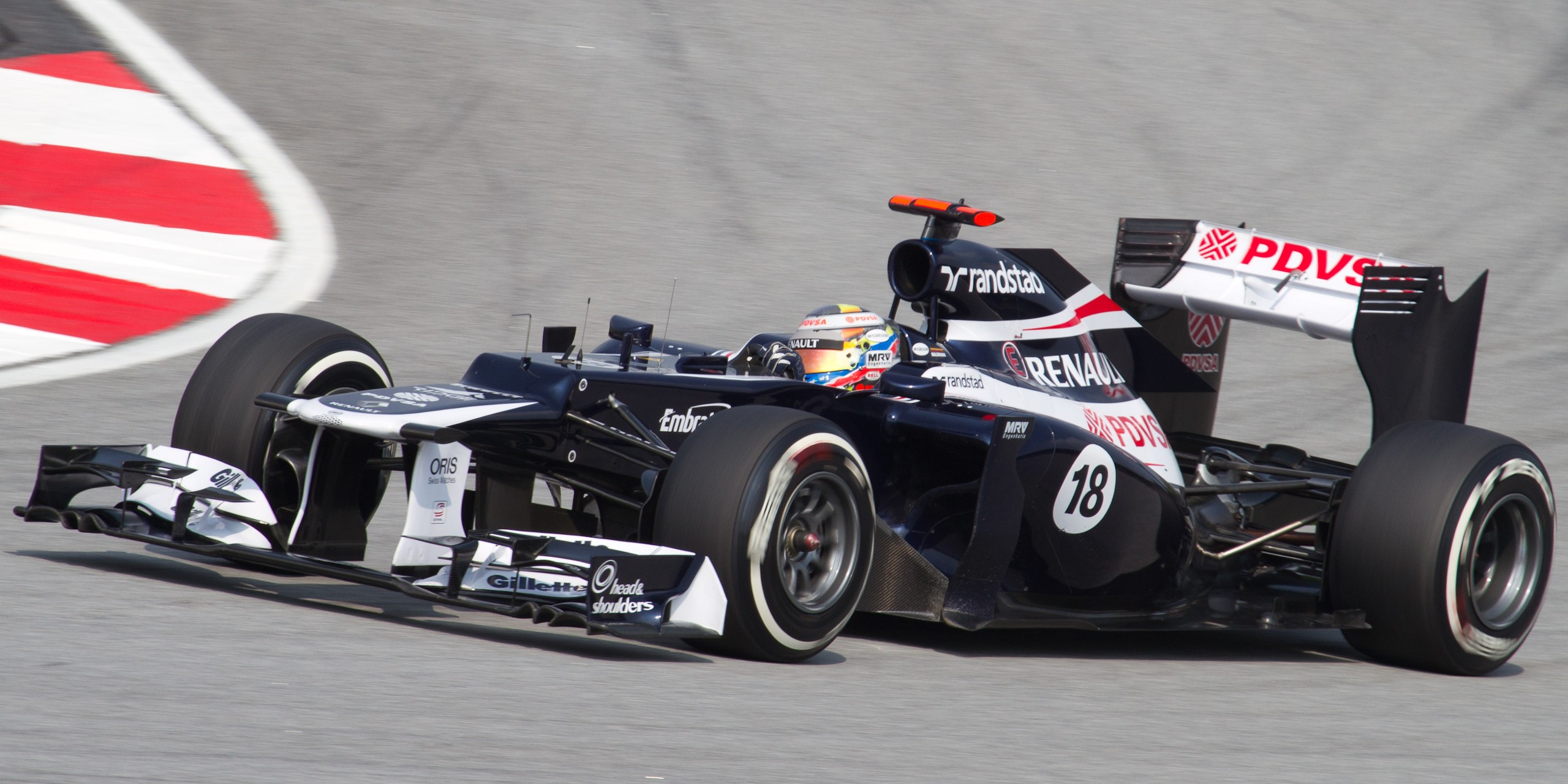
مالدونادو نخستین پیروزی تیم ویلیامز پس از هشت سال را به دست آورد.

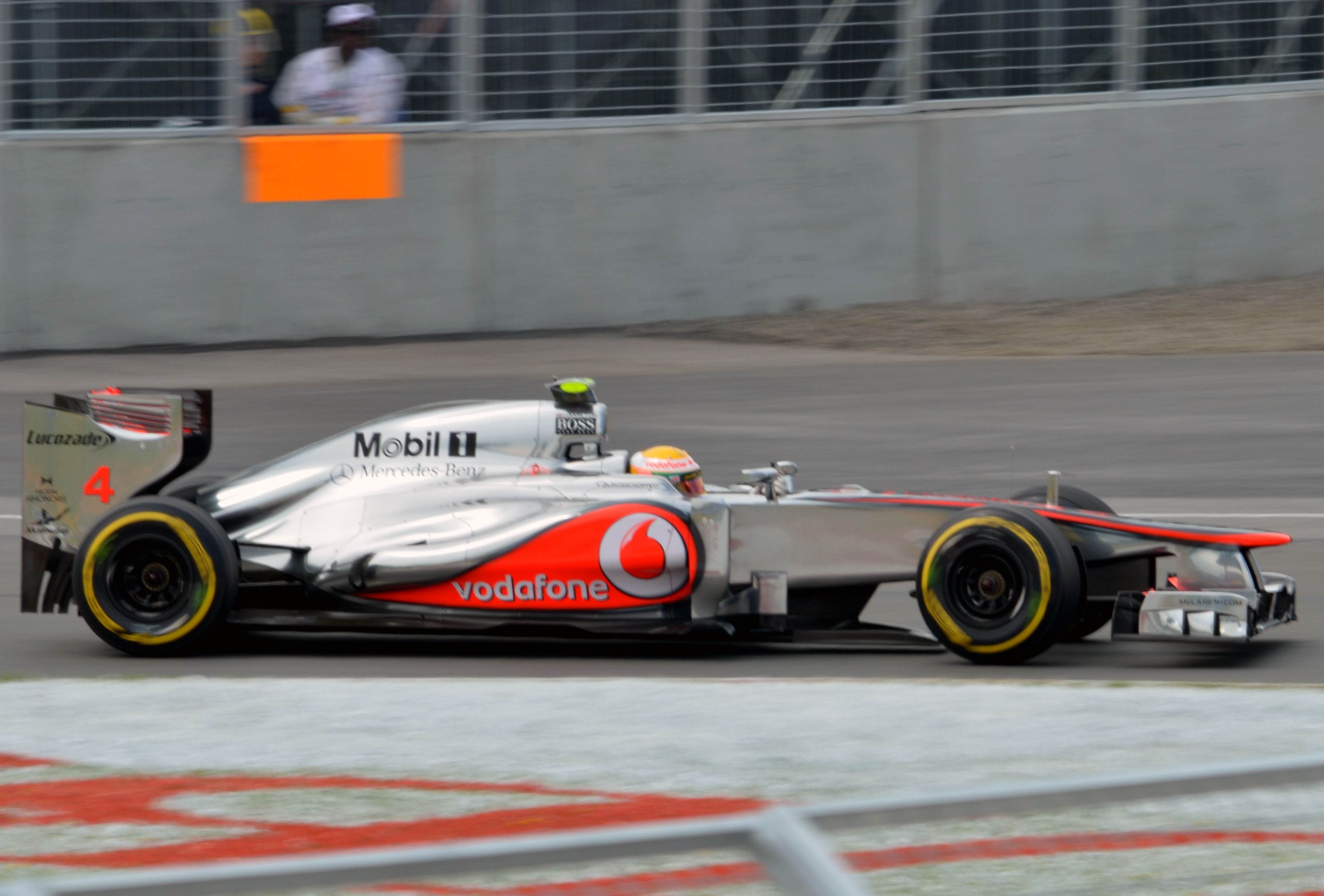
لوئیز همیلتون با پیروزی در جایزه بزرگ کانادا هفتمین برندهٔ فصل شد.

در مرحلهٔ بعدی در اسپانیا، مالدونادو پس از جریمهٔ همیلتون در جلوی خط شروع قرار گرفت. علی‌رغم فشار آلونسو و رایکونن، مالدونادو توانست برندهٔ مسابقه شود. فتل جایگاه ششم مسابقه را به دست آورد و رهبری رده‌بندی رانندگان را حفظ کرد. در موناکو نیز جریمهٔ شوماخر باعث شد مارک وبر مسابقه را از خط اول آغاز کند. در ده دور پایانی مسابقه، شش خودروی اول با فاصلهٔ کمی از یکدیگر مسابقه می‌دادند و در پایان، وبر، رزبرگ و آلونسو بر سکوهای قهرمانی ایستادند. آلونسو توانست به صدر رده‌بندی فصل برسد. در مسابقهٔ کانادا همیلتون توانست همهٔ رانندگان را پشت سر گذارد و به هفتمین برنده در هفت مسابقه تبدیل شد تا رهبری فصل را در دست گیرد. گروژان و پرز بر سکوهای دوم و سوم ایستادند.

### مرحلهٔ هشتم تا دهم: جایزه بزرگ اروپا، بریتانیا و آلمان

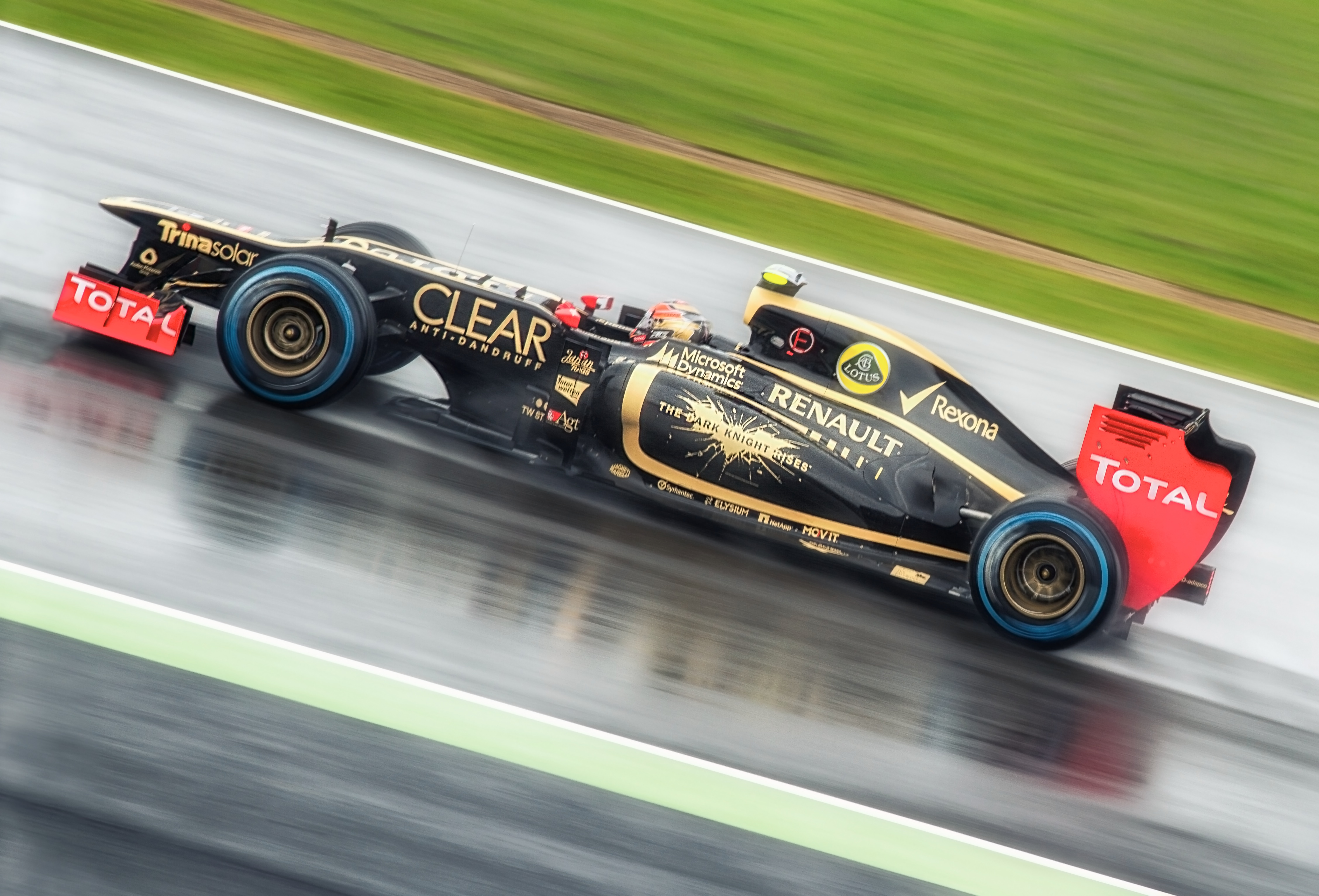
باران شدید منجر به تعلیق مرحلهٔ تعیین خط جایزه بزرگ بریتانیا شد.

فرناندو آلونسو با پیروزی در مسابقهٔ والنسیا نخستین کسی شد که بیش از یک پیروزی در فصل ۲۰۱۲ کسب کرده‌است. گروژان و فتل که با آلونسو رقابت می‌کردند، در میانهٔ مسابقه وادار به کناره‌گیری شدند. رایکونن دوم شد و پس از برخورد همیلتون و مالدونادو، شوماخر و وبر توانستند به مقام‌های سوم و چهارم برسند. با برتری در این مسابقه، آلونسو صدرنشینی خود را تحکیم کرد. در مسابقهٔ بعدی در بریتانیا بارندگی شدید باعث تعلیق نود دقیقه‌ای مرحلهٔ تعیین خط شد. وبر توانست با لاستیک سفت‌تر، پنج دور به پایان مسابقه، از آلونسو سبقت بگیرد و برندهٔ مسابقهٔ سیلورستون شود. فتل و ماسا سوم و چهارم شدند و آلونسو توانست صدرنشینی خود را حفظ کند. شرایط بارانی در آلمان نیز مسابقهٔ هوکنهایمرینگ را تحت تأثیر قرار داد. آلونسو، فتل و باتن مسابقه را در مکان‌های اول تا سوم به پایان رساندند؛ ولی جریمهٔ بیست ثانیه‌ای فتل، او را تا مکان پنجم پایین برد. باتن و رایکونن بر سکوهای دوم و سوم ایستادند. کاموئی کوبایاشی نیز با ایستادن در مکان چهارم، بهترین نتیجهٔ دوران فعالیت خود را کسب کرد.

### مرحلهٔ یازدهم تا چهاردهم: جایزه بزرگ مجارستان، بلژیک، ایتالیا و سنگاپور

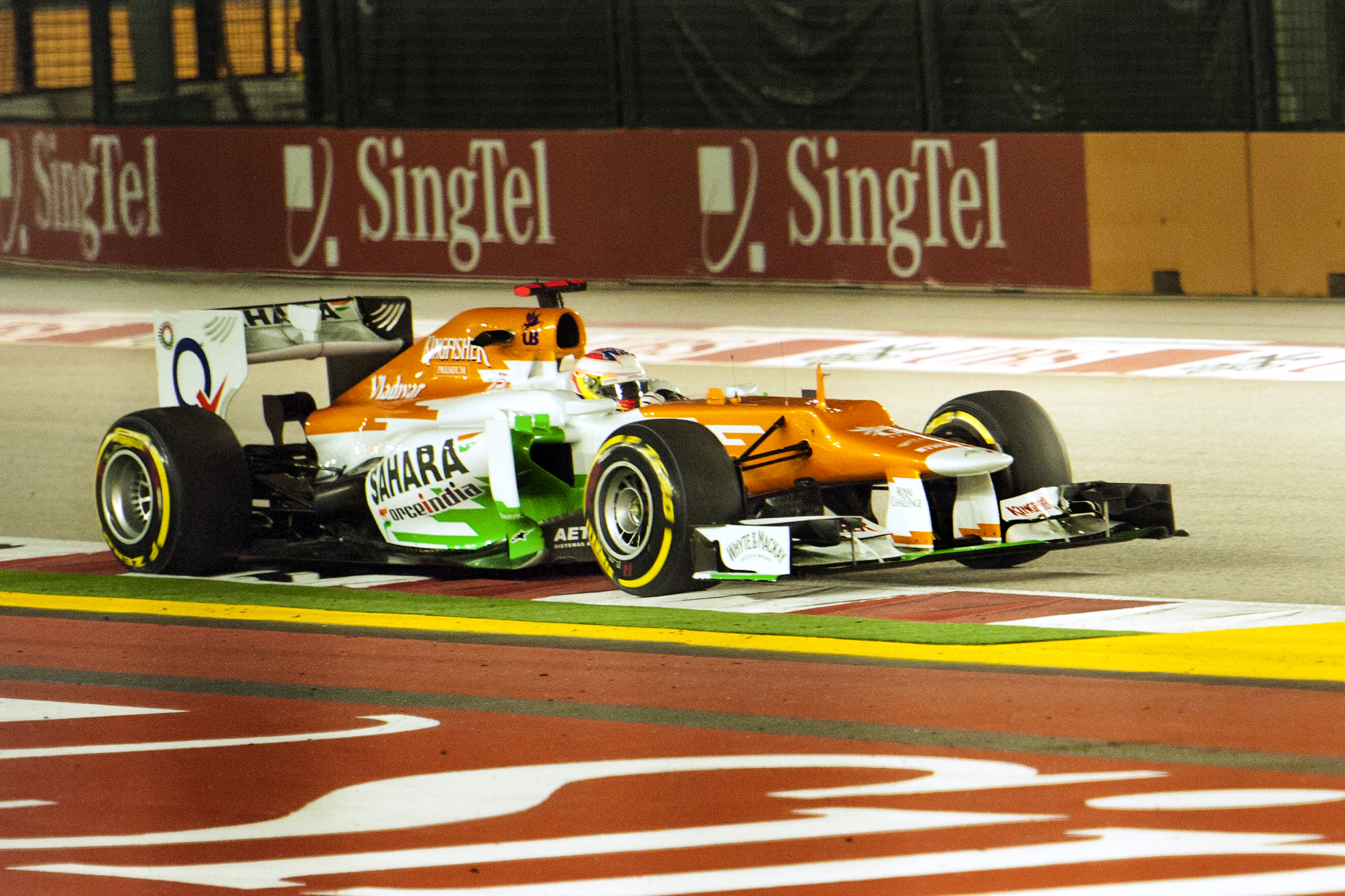
پل دی رستا با کسب مقام چهارم در سنگاپور، بهترین نتیجهٔ دوران فعالیت خود را کسب کرد.

در هونگارورینگ، همیلتون به پیروزی رسید و رایکونن و گروژان در مکان‌های دوم و سوم قرار گرفتند و فاصلهٔ آلونسو با وبر در رده‌بندی کلی فصل به چهل امتیاز رسید. در مسابقهٔ بلژیک در پیست اسپا، گروژان به همیلتون برخورد کرد و سپس هر دو خودرو به آلونسو و پرز برخورد کردند. خودروی کوبایاشی نیز صدمه دید و مالدونادو از مسیر منحرف شد. گروژان به عنوان عامل این تصادف، از یک مسابقه محروم شد. باتن، فتل و رایکونن سکوهای مسابقه را فتح کردند. هالکنبرگ نیز چهارم شد. خروج آلونسو از مسابقه، باعث نزدیک شدن سایر رانندگان به او شد. در مونزا، آخرین مسابقهٔ اروپایی فصل با پیروزی همیلتون به پایان رسید. پرز دوم شد و برای سومین بار در طول فصل، بر یکی از سکوهای سه‌گانه ایستاد. آلونسو نیز پس از جریمهٔ فتل به مقام سوم رسید. در سنگاپور، همیلتون که رهبر مسابقه بود، به دلیل مشکل گیربکس، کناره‌گیری کرد. حضور مکرر خودروی ایمنی در مسابقه باعث شد محدودیت زمانی دوساعته، مسابقه را دو دور کوتاه‌تر کند. فتل با شکست دادن باتن، به قهرمانی مسابقهٔ سنگاپور رسید و آلونسو سوم شد.

### مرحلهٔ پانزدهم تا هفدهم: جایزه بزرگ ژاپن، کرهٔ جنوبی و هند
خوش‌اقبالی آلونسو در ژاپن به پایان رسید و پس از برخورد با رایکونن در نخستین پیچ، از رقابت خارج شد. در همان دور نخست، وبر نیز به گروژان برخورد کرد و هر دو مشمول جریمه شدند. رزبرگ و پرز نیز در دورهای ابتدایی از مسابقه خارج شدند. فتل توانست برتری خود را از آغاز تا پایان مسابقه حفظ کند و برندهٔ مسابقهٔ ژاپن شود. ماسا و کوبایاشی نیز دوم و سوم شدند. کوبایاشی بهترین نتیجهٔ دوران فعالیت خود در فرمول یک را به دست آورد. در پایان مسابقه، فاصلهٔ آلونسو و فتل در رده‌بندی کلی فصل به چهار امتیاز رسید. فتل در مسابقهٔ بعدی در کرهٔ جنوبی سومین پیروزی متوالی خود را به دست آورد و جای آلونسو را در صدر رده‌بندی رانندگان گرفت. وبر و آلونسو سکوهای دیگر را کسب کردند. در هند نیز فتل توانست آلونسو را شکست دهد و فاصلهٔ خود با او را افزایش دهد. وبر نیز جلوتر از همیلتون در مکان سوم قرار گرفت.

### مرحلهٔ هجدهم و نوزدهم: جایزه بزرگ امارات متحده و آمریکا

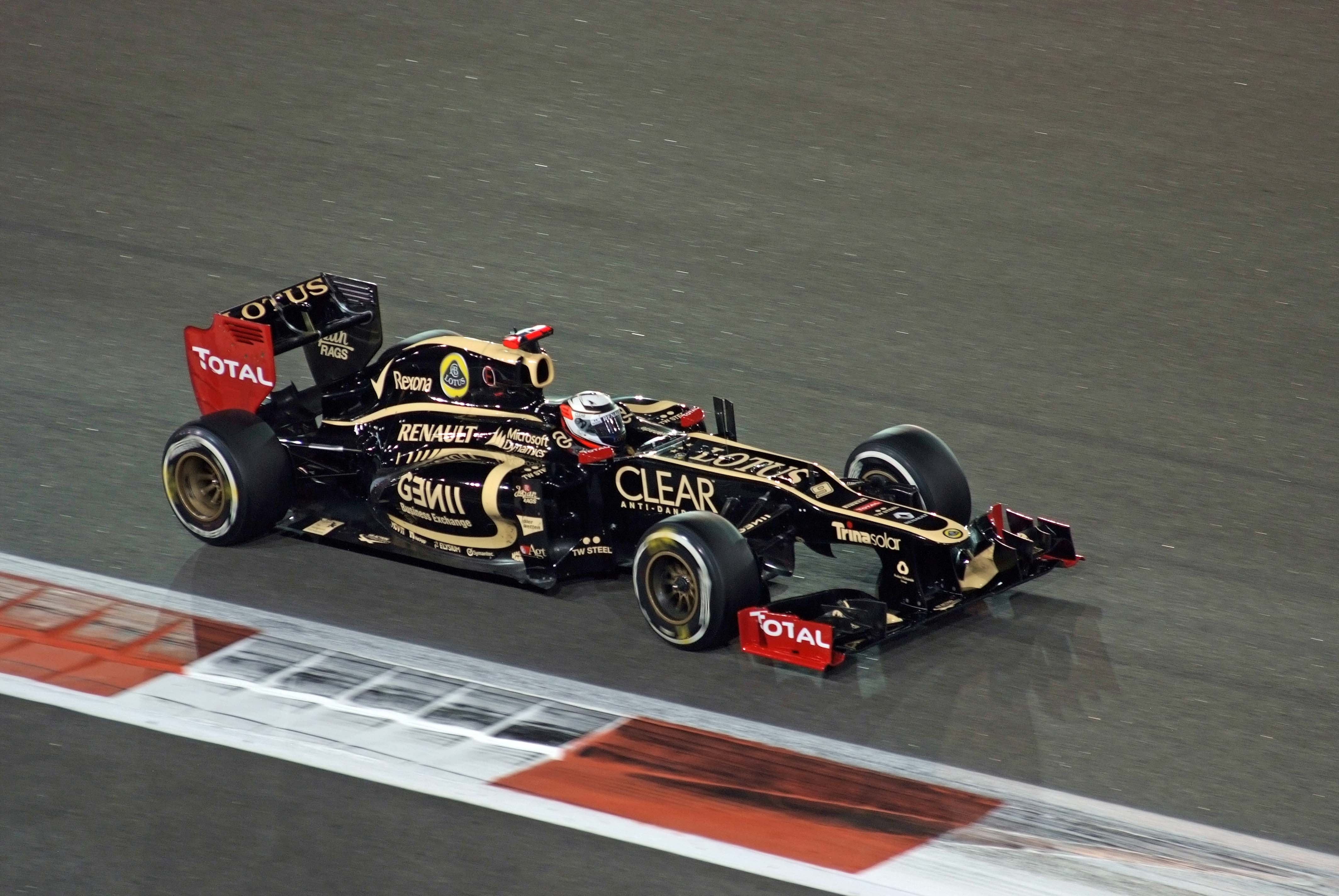
نخستین پیروزی لوتوس در فصل ۲۰۱۲ توسط کیمی رایکونن در امارات به دست آمد.

فتل به دلیل کمبود سوخت در مرحلهٔ تعیین خط، مسابقهٔ ابوظبی را از خط آخر آغاز کرد. در میانهٔ مسابقه، همیلتون به دلیل مشکل فنی از رقابت خارج شد و رایکونن رهبری مسابقه را به دست گرفت. پیروزی رایکونن، نخستین پیروزی او و تیمش لوتوس در فصل ۲۰۱۲ بود. آلونسو دوم شد و فتل مکان سومی را در آخرین دورها از باتن گرفت. در آستین تگزاس، فتل برای ششمین بار در فصل، مسابقه را از خط اول آغاز کرد. همیلتون در دور ۴۲ از فتل سبقت گرفت و برندهٔ مسابقه شد. آلونسو نیز بر سکوی سوم ایستاد. پیش از مسابقهٔ پایانی، فاصلهٔ فتل و آلونسو به ۱۳ امتیاز رسید. ردبول در پایان مرحلهٔ نوزدهم، قهرمانی خود در مسابقهٔ سازندگان را قطعی کرد.

### مرحلهٔ بیستم: جایزه بزرگ برزیل

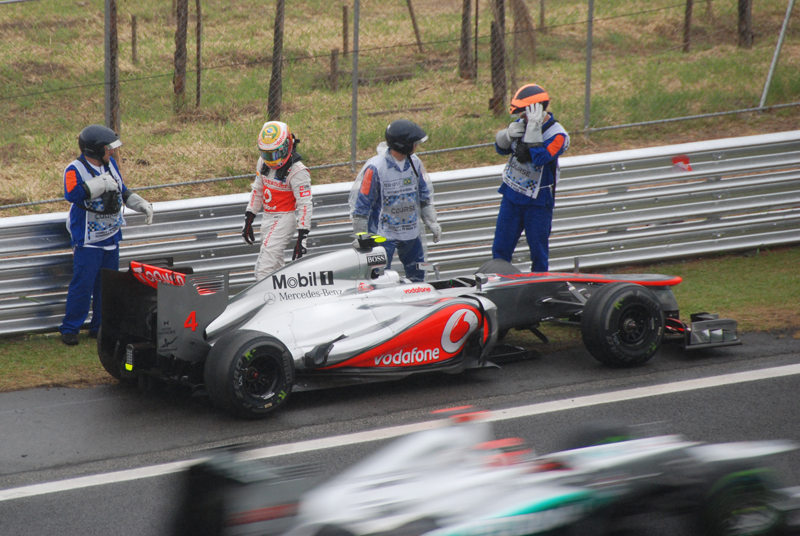
کناره‌گیری همیلتون از جایزه بزرگ برزیل.

آخرین مسابقهٔ فصل در شرایطی برگزار شد که پیست مسابقه هیچ‌گاه نه کاملاً خشک و نه کاملاً مرطوب بود. فتل در نخستین دور با سنا برخورد کرد و به مکان آخر، سقوط کرد. باتن رهبری مسابقه را از همیلتون گرفت، ولی آن را در دور ۱۸ به هالکنبرگ داد. پس از توقف اول رانندگان، فتل در مکان دهم و آلونسو در مکان چهارم بودند. همیلتون در دور ۴۸ از هالکنبرگ عبور کرد، ولی دوباره در دور ۵۴ عقب افتاد. برخورد دو راننده در پیچ اول باعث خروج همیلتون از مسابقه و جریمهٔ هالکنبرگ شد. باتن رهبری را بازپس‌گرفت و آن را تا پایان مسابقه، حفظ کرد. آلونسو به کمک هم‌تیمی خود، ماسا، به مکان دوم رسید. فتل که تا جایگاه دوازدهم پایین رفته‌بود، توانست به مکان ششم برسد. در حالی که دو دور به پایان مسابقه مانده‌بود، تصادف پل دی رستا باعث ورود خودروی ایمنی شد. فتل در نهایت به مقام قهرمانی مسابقهٔ رانندگان دست یافت. رایکونن نیز با بهره‌گیری از انصراف همیلتون، فصل را با رتبهٔ سوم به پایان رساند. شوماخر در رتبهٔ سیزدهم رده‌بندی کلی قرار گرفت که بدترین نتیجهٔ او در دوران فعالیت از فصل ۱۹۹۱ بود. در مسابقهٔ سازندگان نیز فراری رتبهٔ دوم را از مک‌لارن گرفت.

## نتایج و رده‌بندی

### مسابقات جایزه بزرگ
| مر. | جایزه بزرگ                | پول پوزیشن       | سریعترین دور   | راننده برنده     | سازنده برنده |
| --- | ------------------------- | ---------------- | -------------- | ---------------- | ------------ |
| ۱   | جایزه بزرگ استرالیا       | لوئیز همیلتون    | جنسون باتن     | جنسون باتن       | مک‌لارن-مرسدس |
| ۲   | جایزه بزرگ مالزی          | لوئیز همیلتون    | کیمی رایکونن   | فرناندو آلونسو   | فراری        |
| ۳   | جایزه بزرگ چین            | نیکو رزبرگ       | کاموی کوبایاشی | نیکو رزبرگ       | مرسدس        |
| ۴   | جایزه بزرگ بحرین          | سباستین فتل      | سباستین فتل    | سباستین فتل      | ردبول-رنو    |
| ۵   | جایزه بزرگ اسپانیا        | پاستور مالدونادو | رومن گروژان    | پاستور مالدونادو | ویلیامز -رنو |
| ۶   | مسابقات جایزه بزرگ موناکو | مارک وبر         | سرجیو پرز      | مارک وبر         | ردبول-رنو    |
| ۷   | جایزه بزرگ کانادا         | سباستین فتل      | سباستین فتل    | لوئیز همیلتون    | مک‌لارن-مرسدس |
| ۸   | جایزه بزرگ اروپا          | سباستین فتل      | نیکو رزبرگ     | فرناندو آلونسو   | فراری        |
| ۹   | جایزه بزرگ بریتانیا       | فرناندو آلونسو   | کیمی رایکونن   | مارک وبر         | ردبول-رنو    |
| ۱۰  | جایزه بزرگ آلمان          | فرناندو آلونسو   | میشائیل شوماخر | فرناندو آلونسو   | فراری        |
| ۱۱  | جایزه بزرگ مجارستان       | لوئیز همیلتون    | سباستین فتل    | لوئیز همیلتون    | مک‌لارن-مرسدس |
| ۱۲  | جایزه بزرگ بلژیک          | جنسون باتن       | برونو سنا      | جنسون باتن       | مک‌لارن-مرسدس |
| ۱۳  | جایزه بزرگ ایتالیا        | لوئیز همیلتون    | نیکو رزبرگ     | لوئیز همیلتون    | مک‌لارن-مرسدس |
| ۱۴  | جایزه بزرگ سنگاپور        | لوئیز همیلتون    | نیکو هالکنبرگ  | سباستین فتل      | ردبول-رنو    |
| ۱۵  | جایزه بزرگ ژاپن           | سباستین فتل      | سباستین فتل    | سباستین فتل      | ردبول-رنو    |
| ۱۶  | جایزه بزرگ کره            | مارک وبر         | مارک وبر       | سباستین فتل      | ردبول-رنو    |
| ۱۷  | جایزه بزرگ هند            | سباستین فتل      | جنسون باتن     | سباستین فتل      | ردبول-رنو    |
| ۱۸  | جایزه بزرگ ابوظبی         | لوئیز همیلتون    | سباستین فتل    | کیمی رایکونن     | لوتوس-رنو    |
| ۱۹  | جایزه بزرگ ایالات متحده   | سباستین فتل      | سباستین فتل    | لوئیز همیلتون    | مک‌لارن-مرسدس |
| ۲۰  | جایزه بزرگ برزیل          | لوئیز همیلتون    | لوئیز همیلتون  | جنسون باتن       | مک‌لارن-مرسدس |

### رده‌بندی رانندگان
در هر مسابقه، امتیازاتی به شرح جدول زیر به ۱۰ نفر برتر داده می‌شود:
| رتبه   | اول | دوم | سوم | چهارم | پنجم | ششم | هفتم | هشتم | نهم | دهم |
| امتیاز | ۲۵  | ۱۸  | ۱۵  | ۱۲    | ۱۰   | ۸   | ۶    | ۴    | ۲   | ۱   |

| رتبه | راننده             | استرالیا | مالزی | چین | بحرین | اسپانیا | موناکو | کانادا | اروپا | بریتانیا | آلمان | مجارستان | بلژیک | ایتالیا | سنگاپور | ژاپن | کره | هند | امارات | آمریکا | برزیل | امتیاز |
| ---- | ------------------ | -------- | ----- | --- | ----- | ------- | ------ | ------ | ----- | -------- | ----- | -------- | ----- | ------- | ------- | ---- | --- | --- | ------ | ------ | ----- | ------ |
| ۱    | سباستین فتل        | ۲        | ۱۱    | ۵   | ۱     | ۶       | ۴      | ۴      | ک م   | ۳        | ۵     | ۴        | ۲     | ۲۲†     | ۱       | ۱    | ۱   | ۱   | ۳      | ۲      | ۶     | ۲۸۱    |
| ۲    | فرناندو آلونسو     | ۵        | ۱     | ۹   | ۷     | ۲       | ۳      | ۵      | ۱     | ۲        | ۱     | ۵        | ک م   | ۳       | ۳       | ک م  | ۳   | ۲   | ۲      | ۳      | ۲     | ۲۷۸    |
| ۳    | کیمی رایکونن       | ۷        | ۵     | ۱۴  | ۲     | ۳       | ۹      | ۸      | ۲     | ۵        | ۳     | ۲        | ۳     | ۵       | ۶       | ۶    | ۵   | ۷   | ۱      | ۶      | ۱۰    | ۲۰۷    |
| ۴    | لوئیز همیلتون      | ۳        | ۳     | ۳   | ۸     | ۸       | ۵      | ۱      | ۱۹†   | ۸        | ک م   | ۱        | ک م   | ۱       | ک م     | ۵    | ۱۰  | ۴   | ک م    | ۱      | ک م   | ۱۹۰    |
| ۵    | جنسون باتن         | ۱        | ۱۴    | ۲   | ۱۸†   | ۹       | ۱۶†    | ۱۶     | ۸     | ۱۰       | ۲     | ۶        | ۱     | ک م     | ۲       | ۴    | ک م | ۵   | ۴      | ۵      | ۱     | ۱۸۸    |
| ۶    | مارک وبر           | ۴        | ۴     | ۴   | ۴     | ۱۱      | ۱      | ۷      | ۴     | ۱        | ۸     | ۸        | ۶     | ۲۰†     | ۱۱      | ۹    | ۲   | ۳   | ک م    | ک م    | ۴     | ۱۷۹    |
| ۷    | فلیپه ماسا         | ک م      | ۱۵    | ۱۳  | ۹     | ۱۵      | ۶      | ۱۰     | ۱۶    | ۴        | ۱۲    | ۹        | ۵     | ۴       | ۸       | ۲    | ۴   | ۶   | ۷      | ۴      | ۳     | ۱۲۲    |
| ۸    | Romain Grosjean    | ک م      | ک م   | ۶   | ۳     | ۴       | ک م    | ۲      | ک م   | ۶        | ۱۸    | ۳        | ک م   |         | ۷       | ۱۹†  | ۷   | ۹   | ک م    | ۷      | ک م   | ۹۶     |
| ۹    | نیکو رزبرگ         | ۱۲       | ۱۳    | ۱   | ۵     | ۷       | ۲      | ۶      | ۶     | ۱۵       | ۱۰    | ۱۰       | ۱۱    | ۷       | ۵       | ک م  | ک م | ۱۱  | ک م    | ۱۳     | ۱۵    | ۹۳     |
| ۱۰   | Sergio Pérez       | ۸        | ۲     | ۱۱  | ۱۱    | ک م     | ۱۱     | ۳      | ۹     | ک م      | ۶     | ۱۴       | ک م   | ۲       | ۱۰      | ک م  | ۱۱  | ک م | ۱۵     | ۱۱     | ک م   | ۶۶     |
| ۱۱   | Nico Hülkenberg    | ک م      | ۹     | ۱۵  | ۱۲    | ۱۰      | ۸      | ۱۲     | ۵     | ۱۲       | ۹     | ۱۱       | ۴     | ۲۱†     | ۱۴      | ۷    | ۶   | ۸   | ک م    | ۸      | ۵     | ۶۳     |
| ۱۲   | Kamui Kobayashi    | ۶        | ک م   | ۱۰  | ۱۳    | ۵       | ک م    | ۹      | ک م   | ۱۱       | ۴     | ۱۸†      | ۱۳    | ۹       | ۱۳      | ۳    | ک م | ۱۴  | ۶      | ۱۴     | ۹     | ۶۰     |
| ۱۳   | میشائیل شوماخر     | ک م      | ۱۰    | ک م | ۱۰    | ک م     | ک م    | ک م    | ۳     | ۷        | ۷     | ک م      | ۷     | ۶       | ک م     | ۱۱   | ۱۳  | ۲۲† | ۱۱     | ۱۶     | ۷     | ۴۹     |
| ۱۴   | Paul di Resta      | ۱۰       | ۷     | ۱۲  | ۶     | ۱۴      | ۷      | ۱۱     | ۷     | ک م      | ۱۱    | ۱۲       | ۱۰    | ۸       | ۴       | ۱۲   | ۱۲  | ۱۲  | ۹      | ۱۵     | ۱۹†   | ۴۶     |
| ۱۵   | پاستور مالدونادو   | ۱۳†      | ۱۹†   | ۸   | ک م   | ۱       | ک م    | ۱۳     | ۱۲    | ۱۶       | ۱۵    | ۱۳       | ک م   | ۱۱      | ک م     | ۸    | ۱۴  | ۱۶  | ۵      | ۹      | ک م   | ۴۵     |
| ۱۶   | Bruno Senna        | ۱۶†      | ۶     | ۷   | ۲۲†   | ک م     | ۱۰     | ۱۷     | ۱۰    | ۹        | ۱۷    | ۷        | ۱۲    | ۱۰      | ۱۸†     | ۱۴   | ۱۵  | ۱۰  | ۸      | ۱۰     | ک م   | ۳۱     |
| ۱۷   | Jean-Éric Vergne   | ۱۱       | ۸     | ۱۶  | ۱۴    | ۱۲      | ۱۲     | ۱۵     | ک م   | ۱۴       | ۱۴    | ۱۶       | ۸     | ک م     | ک م     | ۱۳   | ۸   | ۱۵  | ۱۲     | ک م    | ۸     | ۱۶     |
| ۱۸   | دنیل ریکاردو       | ۹        | ۱۲    | ۱۷  | ۱۵    | ۱۳      | ک م    | ۱۴     | ۱۱    | ۱۳       | ۱۳    | ۱۵       | ۹     | ۱۲      | ۹       | ۱۰   | ۹   | ۱۳  | ۱۰     | ۱۲     | ۱۳    | ۱۰     |
| ۱۹   | Vitaly Petrov      | ک م      | ۱۶    | ۱۸  | ۱۶    | ۱۷      | ک م    | ۱۹     | ۱۳    | DNS      | ۱۶    | ۱۹       | ۱۴    | ۱۵      | ۱۹      | ۱۷   | ۱۶  | ۱۷  | ۱۶     | ۱۷     | ۱۱    | ۰      |
| ۲۰   | تیمو گلاک          | ۱۴       | ۱۷    | ۱۹  | ۱۹    | ۱۸      | ۱۴     | ک م    | DNS   | ۱۸       | ۲۲    | ۲۱       | ۱۵    | ۱۷      | ۱۲      | ۱۶   | ۱۸  | ۲۰  | ۱۴     | ۱۹     | ۱۶    | ۰      |
| ۲۱   | Charles Pic        | ۱۵†      | ۲۰    | ۲۰  | ک م   | ک م     | ک م    | ۲۰     | ۱۵    | ۱۹       | ۲۰    | ۲۰       | ۱۶    | ۱۶      | ۱۶      | ک م  | ۱۹  | ۱۹  | ک م    | ۲۰     | ۱۲    | ۰      |
| ۲۲   | هیکی کوالاینن      | ک م      | ۱۸    | ۲۳  | ۱۷    | ۱۶      | ۱۳     | ۱۸     | ۱۴    | ۱۷       | ۱۹    | ۱۷       | ۱۷    | ۱۴      | ۱۵      | ۱۵   | ۱۷  | ۱۸  | ۱۳     | ۱۸     | ۱۴    | ۰      |
| ۲۳   | Jérôme d'Ambrosio  |          |       |     |       |         |        |        |       |          |       |          |       | ۱۳      |         |      |     |     |        |        |       | ۰      |
| ۲۴   | Narain Karthikeyan | DNQ      | ۲۲    | ۲۲  | ۲۱    | ک م     | ۱۵     | ک م    | ۱۸    | ۲۱       | ۲۳    | ک م      | ک م   | ۱۹      | ک م     | ک م  | ۲۰  | ۲۱  | ک م    | ۲۲     | ۱۸    | ۰      |
| ۲۵   | پدرو دلا روزا      | DNQ      | ۲۱    | ۲۱  | ۲۰    | ۱۹      | ک م    | ک م    | ۱۷    | ۲۰       | ۲۱    | ۲۲       | ۱۸    | ۱۸      | ۱۷      | ۱۸   | ک م | ک م | ۱۷     | ۲۱     | ۱۷    | ۰      |
| رتبه | راننده             | استرالیا | مالزی | چین | بحرین | اسپانیا | موناکو | کانادا | اروپا | بریتانیا | آلمان | مجارستان | بلژیک | ایتالیا | سنگاپور | ژاپن | کره | هند | امارات | آمریکا | برزیل | امتیاز |

یادداشت:
- † – خودرو نتوانست مسابقه را به پایان برساند، ولی بیش از ۹۰٪ مسیر را طی کرد.
- ک م - از مسابقه کناره‌گیری کرد.

### رده‌بندی سازندگان
| رتبه | سازنده            | ش. | استرالیا | مالزی | چین | بحرین | اسپانیا | موناکو | کانادا | اروپا | بریتانیا | آلمان | مجارستان | بلژیک | ایتالیا | سنگاپور | ژاپن | کره | هند | امارات | آمریکا | برزیل | امتیاز |
| ---- | ----------------- | -- | -------- | ----- | --- | ----- | ------- | ------ | ------ | ----- | -------- | ----- | -------- | ----- | ------- | ------- | ---- | --- | --- | ------ | ------ | ----- | ------ |
| ۱    | ردبول-رنو         | ۱  | ۲        | ۱۱    | ۵   | ۱     | ۶       | ۴      | ۴      | ک م   | ۳        | ۵     | ۴        | ۲     | ۲۲†     | ۱       | ۱    | ۱   | ۱   | ۳      | ۲      | ۶     | ۴۶۰    |
| ۱    | ردبول-رنو         | ۲  | ۴        | ۴     | ۴   | ۴     | ۱۱      | ۱      | ۷      | ۴     | ۱        | ۸     | ۸        | ۶     | ۲۰†     | ۱۱      | ۹    | ۲   | ۳   | ک م    | ک م    | ۴     | ۴۶۰    |
| ۲    | فراری             | ۵  | ۵        | ۱     | ۹   | ۷     | ۲       | ۳      | ۵      | ۱     | ۲        | ۱     | ۵        | ک م   | ۳       | ۳       | ک م  | ۳   | ۲   | ۲      | ۳      | ۲     | ۴۰۰    |
| ۲    | فراری             | ۶  | ک م      | ۱۵    | ۱۳  | ۹     | ۱۵      | ۶      | ۱۰     | ۱۶    | ۴        | ۱۲    | ۹        | ۵     | ۴       | ۸       | ۲    | ۴   | ۶   | ۷      | ۴      | ۳     | ۴۰۰    |
| ۳    | مک‌لارن-مرسدس      | ۳  | ۱        | ۱۴    | ۲   | ۱۸†   | ۹       | ۱۶†    | ۱۶     | ۸     | ۱۰       | ۲     | ۶        | ۱     | ک م     | ۲       | ۴    | ک م | ۵   | ۴      | ۵      | ۱     | ۳۷۸    |
| ۳    | مک‌لارن-مرسدس      | ۴  | ۳        | ۳     | ۳   | ۸     | ۸       | ۵      | ۱      | ۱۹†   | ۸        | ک م   | ۱        | ک م   | ۱       | ک م     | ۵    | ۱۰  | ۴   | ک م    | ۱      | ک م   | ۳۷۸    |
| ۴    | لوتوس-رنو         | ۹  | ۷        | ۵     | ۱۴  | ۲     | ۳       | ۹      | ۸      | ۲     | ۵        | ۳     | ۲        | ۳     | ۵       | ۶       | ۶    | ۵   | ۷   | ۱      | ۶      | ۱۰    | ۳۰۳    |
| ۴    | لوتوس-رنو         | ۱۰ | ک م      | ک م   | ۶   | ۳     | ۴       | ک م    | ۲      | ک م   | ۶        | ۱۸    | ۳        | ک م   | ۱۳      | ۷       | ۱۹†  | ۷   | ۹   | ک م    | ۷      | ک م   | ۳۰۳    |
| ۵    | مرسدس             | ۷  | ک م      | ۱۰    | ک م | ۱۰    | ک م     | ک م    | ک م    | ۳     | ۷        | ۷     | ک م      | ۷     | ۶       | ک م     | ۱۱   | ۱۳  | ۲۲† | ۱۱     | ۱۶     | ۷     | ۱۴۲    |
| ۵    | مرسدس             | ۸  | ۱۲       | ۱۳    | ۱   | ۵     | ۷       | ۲      | ۶      | ۶     | ۱۵       | ۱۰    | ۱۰       | ۱۱    | ۷       | ۵       | ک م  | ک م | ۱۱  | ک م    | ۱۳     | ۱۵    | ۱۴۲    |
| ۶    | سائوبر-فراری      | ۱۴ | ۶        | ک م   | ۱۰  | ۱۳    | ۵       | ک م    | ۹      | ک م   | ۱۱       | ۴     | ۱۸†      | ۱۳    | ۹       | ۱۳      | ۳    | ک م | ۱۴  | ۶      | ۱۴     | ۹     | ۱۲۶    |
| ۶    | سائوبر-فراری      | ۱۵ | ۸        | ۲     | ۱۱  | ۱۱    | ک م     | ۱۱     | ۳      | ۹     | ک م      | ۶     | ۱۴       | ک م   | ۲       | ۱۰      | ک م  | ۱۱  | ک م | ۱۵     | ۱۱     | ک م   | ۱۲۶    |
| ۷    | فورس ایندیا-مرسدس | ۱۱ | ۱۰       | ۷     | ۱۲  | ۶     | ۱۴      | ۷      | ۱۱     | ۷     | ک م      | ۱۱    | ۱۲       | ۱۰    | ۸       | ۴       | ۱۲   | ۱۲  | ۱۲  | ۹      | ۱۵     | ۱۹†   | ۱۰۹    |
| ۷    | فورس ایندیا-مرسدس | ۱۲ | ک م      | ۹     | ۱۵  | ۱۲    | ۱۰      | ۸      | ۱۲     | ۵     | ۱۲       | ۹     | ۱۱       | ۴     | ۲۱†     | ۱۴      | ۷    | ۶   | ۸   | ک م    | ۸      | ۵     | ۱۰۹    |
| ۸    | ویلیامز -رنو      | ۱۸ | ۱۳†      | ۱۹†   | ۸   | ک م   | ۱       | ک م    | ۱۳     | ۱۲    | ۱۶       | ۱۵    | ۱۳       | ک م   | ۱۱      | ک م     | ۸    | ۱۴  | ۱۶  | ۵      | ۹      | ک م   | ۷۶     |
| ۸    | ویلیامز -رنو      | ۱۹ | ۱۶†      | ۶     | ۷   | ۲۲†   | ک م     | ۱۰     | ۱۷     | ۱۰    | ۹        | ۱۷    | ۷        | ۱۲    | ۱۰      | ۱۸†     | ۱۴   | ۱۵  | ۱۰  | ۸      | ۱۰     | ک م   | ۷۶     |
| ۹    | تورو روسو-فراری   | ۱۶ | ۹        | ۱۲    | ۱۷  | ۱۵    | ۱۳      | ک م    | ۱۴     | ۱۱    | ۱۳       | ۱۳    | ۱۵       | ۹     | ۱۲      | ۹       | ۱۰   | ۹   | ۱۳  | ۱۰     | ۱۲     | ۱۳    | ۲۶     |
| ۹    | تورو روسو-فراری   | ۱۷ | ۱۱       | ۸     | ۱۶  | ۱۴    | ۱۲      | ۱۲     | ۱۵     | ک م   | ۱۴       | ۱۴    | ۱۶       | ۸     | ک م     | ک م     | ۱۳   | ۸   | ۱۵  | ۱۲     | ک م    | ۸     | ۲۶     |
| ۱۰   | کترهام-رنو        | ۲۰ | ک م      | ۱۸    | ۲۳  | ۱۷    | ۱۶      | ۱۳     | ۱۸     | ۱۴    | ۱۷       | ۱۹    | ۱۷       | ۱۷    | ۱۴      | ۱۵      | ۱۵   | ۱۷  | ۱۸  | ۱۳     | ۱۸     | ۱۴    | ۰      |
| ۱۰   | کترهام-رنو        | ۲۱ | ک م      | ۱۶    | ۱۸  | ۱۶    | ۱۷      | ک م    | ۱۹     | ۱۳    | DNS      | ۱۶    | ۱۹       | ۱۴    | ۱۵      | ۱۹      | ۱۷   | ۱۶  | ۱۷  | ۱۶     | ۱۷     | ۱۱    | ۰      |
| ۱۱   | ماروسیا-کازوورث   | ۲۴ | ۱۴       | ۱۷    | ۱۹  | ۱۹    | ۱۸      | ۱۴     | ک م    | DNS   | ۱۸       | ۲۲    | ۲۱       | ۱۵    | ۱۷      | ۱۲      | ۱۶   | ۱۸  | ۲۰  | ۱۴     | ۱۹     | ۱۶    | ۰      |
| ۱۱   | ماروسیا-کازوورث   | ۲۵ | ۱۵†      | ۲۰    | ۲۰  | ک م   | ک م     | ک م    | ۲۰     | ۱۵    | ۱۹       | ۲۰    | ۲۰       | ۱۶    | ۱۶      | ۱۶      | ک م  | ۱۹  | ۱۹  | ک م    | ۲۰     | ۱۲    | ۰      |
| ۱۲   | اچ‌آرتی -کازوورث   | ۲۲ | DNQ      | ۲۱    | ۲۱  | ۲۰    | ۱۹      | ک م    | ک م    | ۱۷    | ۲۰       | ۲۱    | ۲۲       | ۱۸    | ۱۸      | ۱۷      | ۱۸   | ک م | ک م | ۱۷     | ۲۱     | ۱۷    | ۰      |
| ۱۲   | اچ‌آرتی -کازوورث   | ۲۳ | DNQ      | ۲۲    | ۲۲  | ۲۱    | ک م     | ۱۵     | ک م    | ۱۸    | ۲۱       | ۲۳    | ک م      | ک م   | ۱۹      | ک م     | ک م  | ۲۰  | ۲۱  | ک م    | ۲۲     | ۱۸    | ۰      |
| رتبه | سازنده            | ش. | استرالیا | مالزی | چین | بحرین | اسپانیا | موناکو | کانادا | اروپا | بریتانیا | آلمان | مجارستان | بلژیک | ایتالیا | سنگاپور | ژاپن | کره | هند | امارات | آمریکا | برزیل | امتیاز |

یادداشت:
- † – خودرو نتوانست مسابقه را به پایان برساند، ولی بیش از ۹۰٪ مسیر را طی کرد.
- ک م - از مسابقه کناره‌گیری کرد.